# Michela Zanetti
Michela Zanetti (Udine, 25 aprile 1991) è una calciatrice italiana, attaccante del Tavagnacco.

## Carriera
Michela Zanetti fa il suo esordio in Serie A con la maglia del Chiasiellis il 19 ottobre 2008, alla terza giornata della stagione 2008-2009, nella partita pareggiata per 0-0 con il FiammaMonza, mentre per la sua prima rete deve aspettare la stagione successiva, il 7 novembre 2009, sempre alla terza di campionato, dove sigla al 76' la rete del definitivo 2-2 in recupero sull'Atalanta.
Con le biancazzurre gioca sei stagioni totalizzando 22 reti su 118 presenze, quando, a causa della mancata iscrizione della società, al termine del campionato 2013-2014 viene svincolata con le sue compagne.
Durante il calciomercato estivo 2014 viene ingaggiata dal Bearzi che le offre un posto da titolare nella squadra iscritta alla stagione 2014-2015 di Serie B. Al suo primo anno con i colori rossoblu, con le sue 10 reti siglate, dietro solo al bomber Antonella Paoletti (24 reti) anch'essa di provenienza Chiasiellis, contribuisce a far raggiungere alla società il quinto posto nel Girone C, migliore risultato ottenuto fino ad allora.

## Statistiche

### Presenze e reti nei club
Aggiornato al 6 gennaio 2018.
| Stagione           | Squadra            | Campionato         | Campionato | Campionato | Coppe nazionali | Coppe nazionali | Coppe nazionali | Coppe internazionali | Coppe internazionali | Coppe internazionali | Altre coppe | Altre coppe | Altre coppe | Totale | Totale |
| Stagione           | Squadra            | Comp               | Pres       | Reti       | Comp            | Pres            | Reti            | Comp                 | Pres                 | Reti                 | Comp        | Pres        | Reti        | Pres   | Reti   |
| ------------------ | ------------------ | ------------------ | ---------- | ---------- | --------------- | --------------- | --------------- | -------------------- | -------------------- | -------------------- | ----------- | ----------- | ----------- | ------ | ------ |
| 2008-2009          | Chiasiellis        | A                  | 8          | 0          | CI              | ?               | ?               | -                    | -                    | -                    | -           | -           | -           | 8+     | 0+     |
| 2009-2010          | Chiasiellis        | A                  | 18         | 4          | CI              | ?               | ?               | -                    | -                    | -                    | -           | -           | -           | 18+    | 4+     |
| 2010-2011          | Chiasiellis        | A                  | 20         | 2          | CI              | ?               | ?               | -                    | -                    | -                    | -           | -           | -           | 20+    | 2+     |
| 2011-2012          | Chiasiellis        | A                  | 19         | 9          | CI              | ?               | ?               | -                    | -                    | -                    | -           | -           | -           | 19+    | 9+     |
| 2012-2013          | Chiasiellis        | A                  | 23         | 4          | CI              | ?               | ?               | -                    | -                    | -                    | -           | -           | -           | 23+    | 4+     |
| 2013-2014          | Chiasiellis        | A                  | 30         | 3          | CI              | ?               | ?               | -                    | -                    | -                    | -           | -           | -           | 30+    | 3+     |
| Totale Chiasiellis | Totale Chiasiellis | Totale Chiasiellis | 118        | 22         |                 | ?               | ?               |                      | -                    | -                    |             | -           | -           | 118+   | 22+    |
| 2014-2015          | Bearzi             | B                  | 24         | 10         | CI              | ?               | ?               | -                    | -                    | -                    | -           | -           | -           | 24     | 10     |
| 2015-2016          | Pordenone          | B                  | 20         | 13         | CI              | ?               | ?               | -                    | -                    | -                    | -           | -           | -           | 20+    | 13+    |
| 2016-2017          | Pordenone          | C                  | ?          | ?          | -               | -               | -               | -                    | -                    | -                    | -           | -           | -           | ?      | ?      |
| 2017-2018          | Pordenone          | B                  | 4          | 1          | CI              | ?               | ?               | -                    | -                    | -                    | -           | -           | -           | 4+     | 1+     |
| Totale Pordenone   | Totale Pordenone   | Totale Pordenone   | 24+        | 14+        |                 | ?               | ?               |                      | -                    | -                    |             | -           | -           | 24+    | 14+    |
| Totale carriera    | Totale carriera    | Totale carriera    | 186+       | 59+        |                 | ?               | ?               |                      | -                    | -                    |             | -           | -           | 186+   | 59+    |